# Canariomyces
Canariomyces — рід грибів родини Microascaceae. Назва вперше опублікована 1984 року.

## Класифікація
До роду Canariomyces відносять 3 види:
- Canariomyces notabilis
- Canariomyces thermophila
- Canariomyces thermophilus